# Bräuningshof
Bräuningshof ist ein Gemeindeteil der Gemeinde Langensendelbach im Landkreis Forchheim (Oberfranken, Bayern).

## Geografie
Das Kirchdorf liegt im Talbecken der Regnitz. Die Kreisstraße FO 26/ERH 24 führt nach Bubenreuth zur Staatsstraße 2244 (2 km westlich) bzw. zur FO 15 bei Langensendelbach (1,8 km nordöstlich). Die Kreisstraße FO 12/ERH 30 führt nach Igelsdorf (1,5 km nördlich) bzw. zur ERH 7 bei Atzelsberg (0,7 km südlich).

## Geschichte
Der Ortsname Bräuningshof wurde im Jahre 1158 erstmals mit Bruningeshoven genannt. Er wird zurückgeführt auf den Familiennamen „Bräuning“ oder „Bruning“, der damals in Franken häufig vorkam.
Gegen Ende des 18. Jahrhunderts bestand Bräuningshof aus 13 Anwesen (1 Viertelhube, 6 Sechstelhuben, 6 Häuslein). Die Hochgerichtsbarkeit stand dem bambergischen Centamt Neunkirchen zu. Die Dorf- und Gemeindeherrschaft hatte das Vogteiamt Neunkirchen. Das Kastenamt Neunkirchen war Grundherr sämtlicher Anwesen.
Mit dem Gemeindeedikt wurde Bräuningshof 1808 dem Steuerdistrikt und der Ruralgemeinde Langensendelbach zugeordnet.

### Baudenkmal
- Bubenreuther Straße: Laufbrunnen
- Dorfbrunnenstraße 1: Laufbrunnen

### Einwohnerentwicklung
| Jahr      | 001818 | 001819 | 001861 | 001871 | 001885 | 001900 | 001925 | 001950 | 001961 | 001970 | 001987 |
| Einwohner |        | 99     | 110    | 126    | 155    | 147    | 181    | 227    | 262    | 406    | 797    |
| Häuser    | 17     |        |        |        | 23     | 26     | 29     | 32     | 47     |        | 221    |
| Quelle    | [ 5 ]  | [ 7 ]  | [ 8 ]  | [ 9 ]  | [ 10 ] | [ 11 ] | [ 12 ] | [ 13 ] | [ 14 ] | [ 15 ] | [ 16 ] |

## Religion
Bräuningshof ist katholisch geprägt und nach St. Peter und Paul (Langensendelbach) gepfarrt.